# Kaen
Kaen (火炎, ngọn lửa) là một bài hát của ban nhạc rock Nhật Bản Joōbachi. Bài hát này được sử dụng làm nhạc nền mở đầu cho mùa đầu tiên của anime truyền hình "Dororo" phát sóng vào năm 2019 và được Sony Music Associate Records phát hành dưới dạng đĩa đơn vào ngày 30 tháng 1 năm 2019.
"Flame" được phát hành dưới dạng đĩa đơn lớn và phân phối âm nhạc, và đĩa đơn này lần đầu tiên xuất hiện ở vị trí thứ 22 trên mỗi bảng xếp hạng phân phối âm nhạc với doanh số khoảng 4000 bản. Trong bảng xếp hạng do Billboard JAPAN phát hành, bài hát đơn "Kaen" đạt hạng 24 trong Hot 100, hạng 6 trong Hot Animation và hạng 4 trong Tải bài hát.